# Camponotus auropubens
Camponotus auropubens är en myrart som beskrevs av Auguste-Henri Forel 1894. Camponotus auropubens ingår i släktet hästmyror, och familjen myror.

## Underarter
Arten delas in i följande underarter:
- C. a. absalon
- C. a. argentopubens
- C. a. auropubens
- C. a. jacob

## Bildgalleri

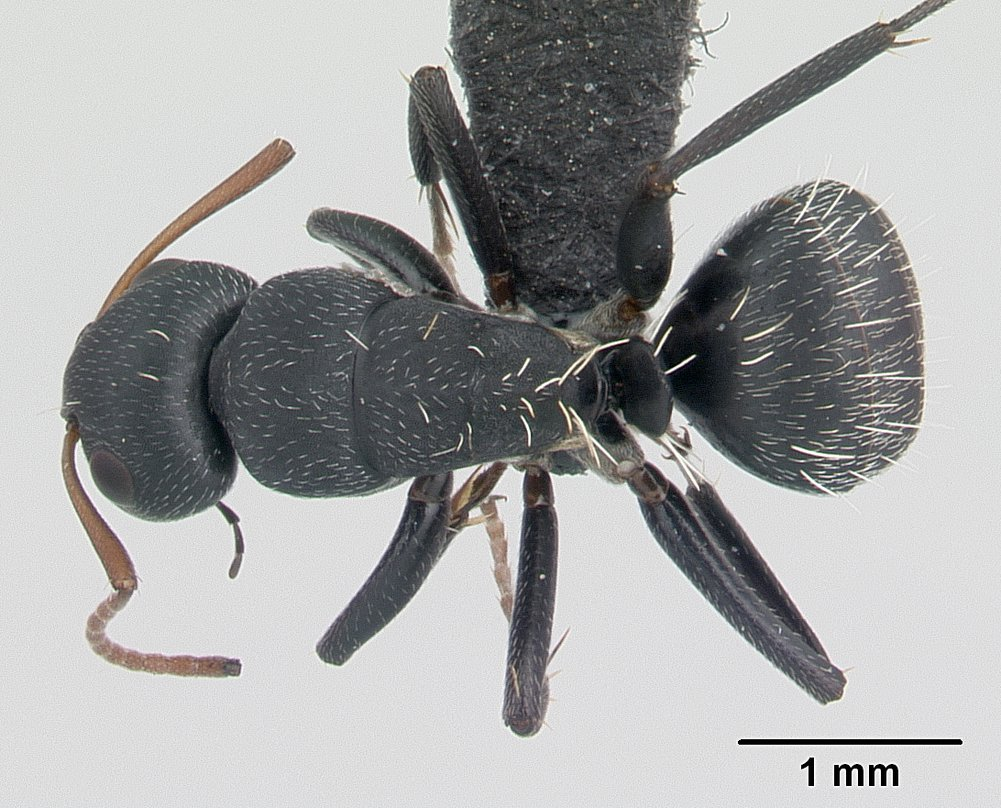
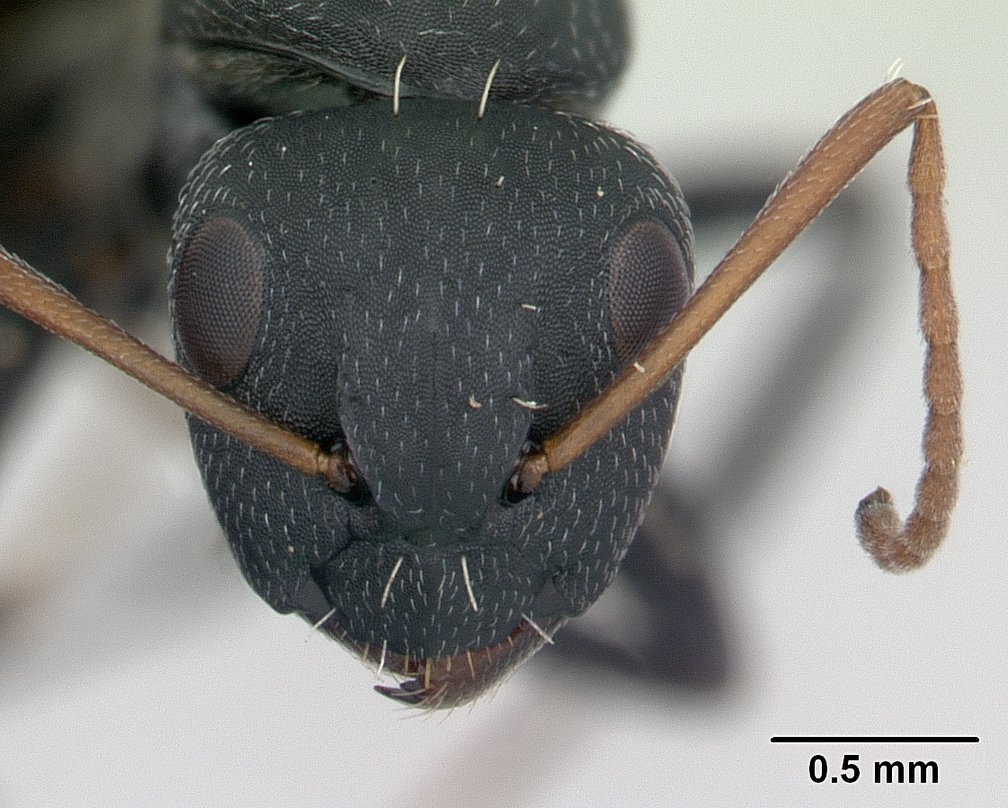
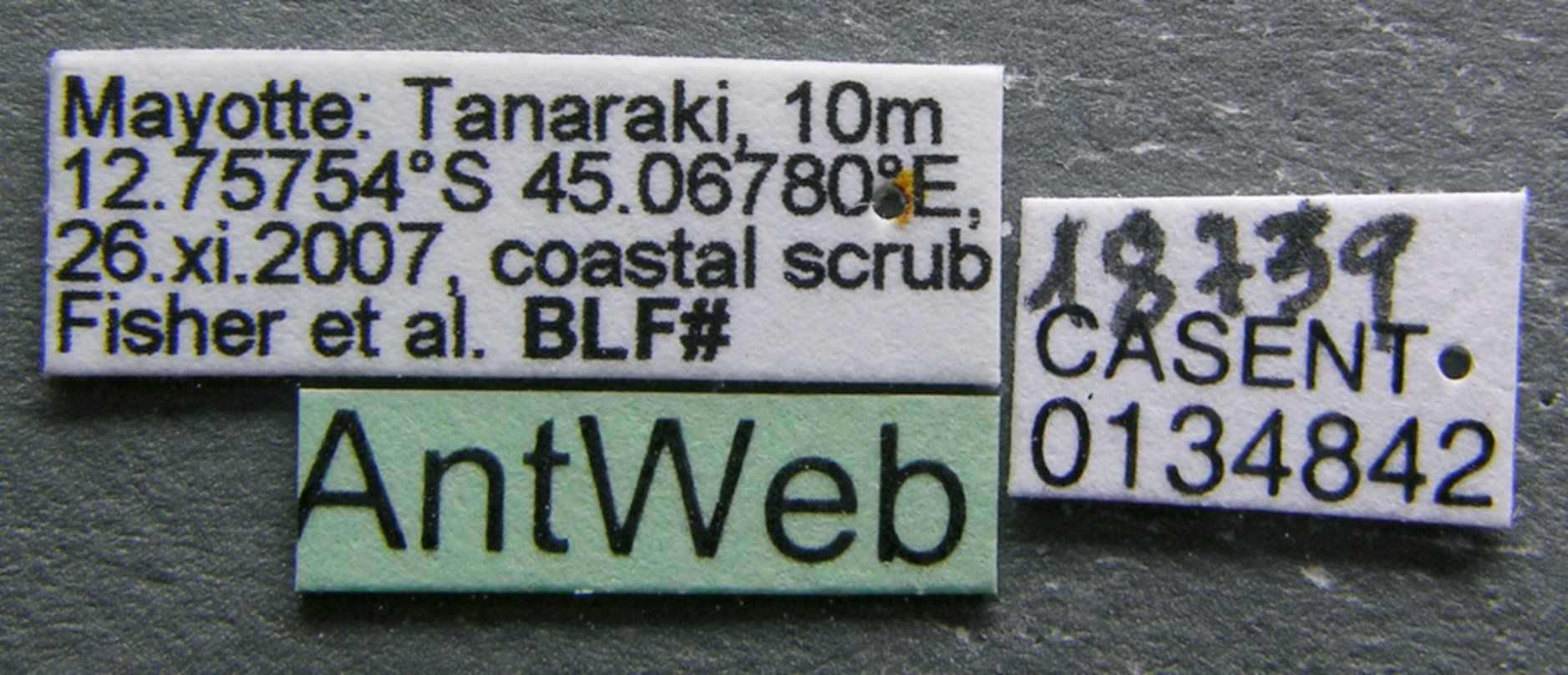
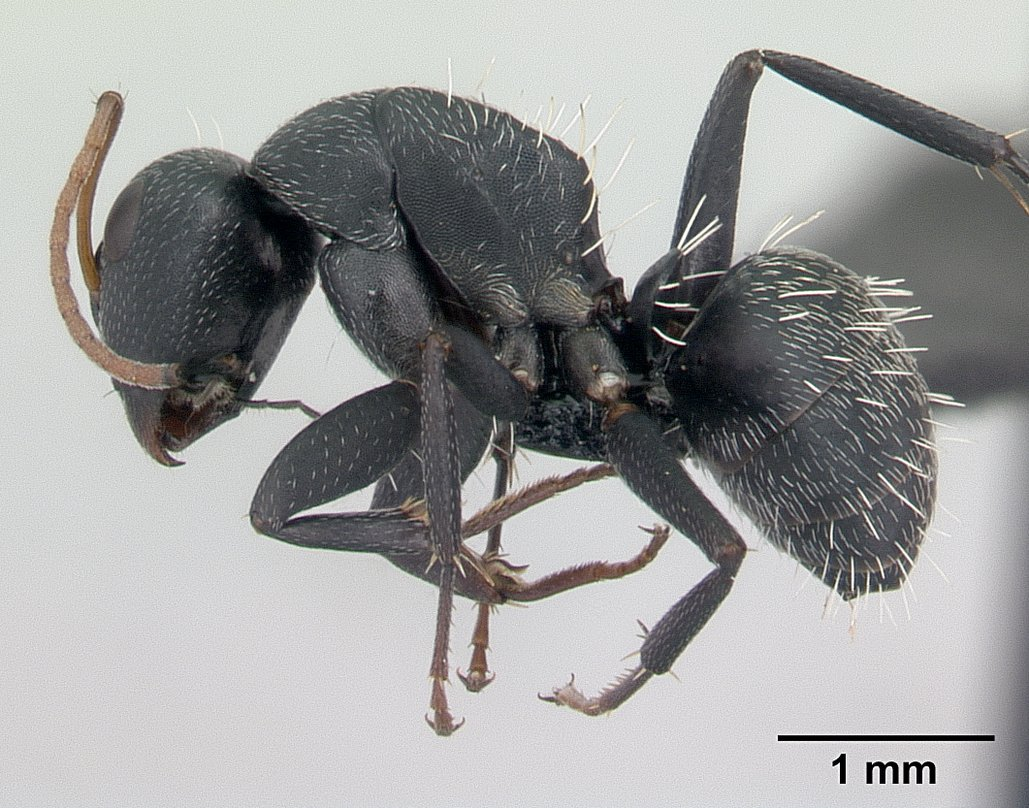
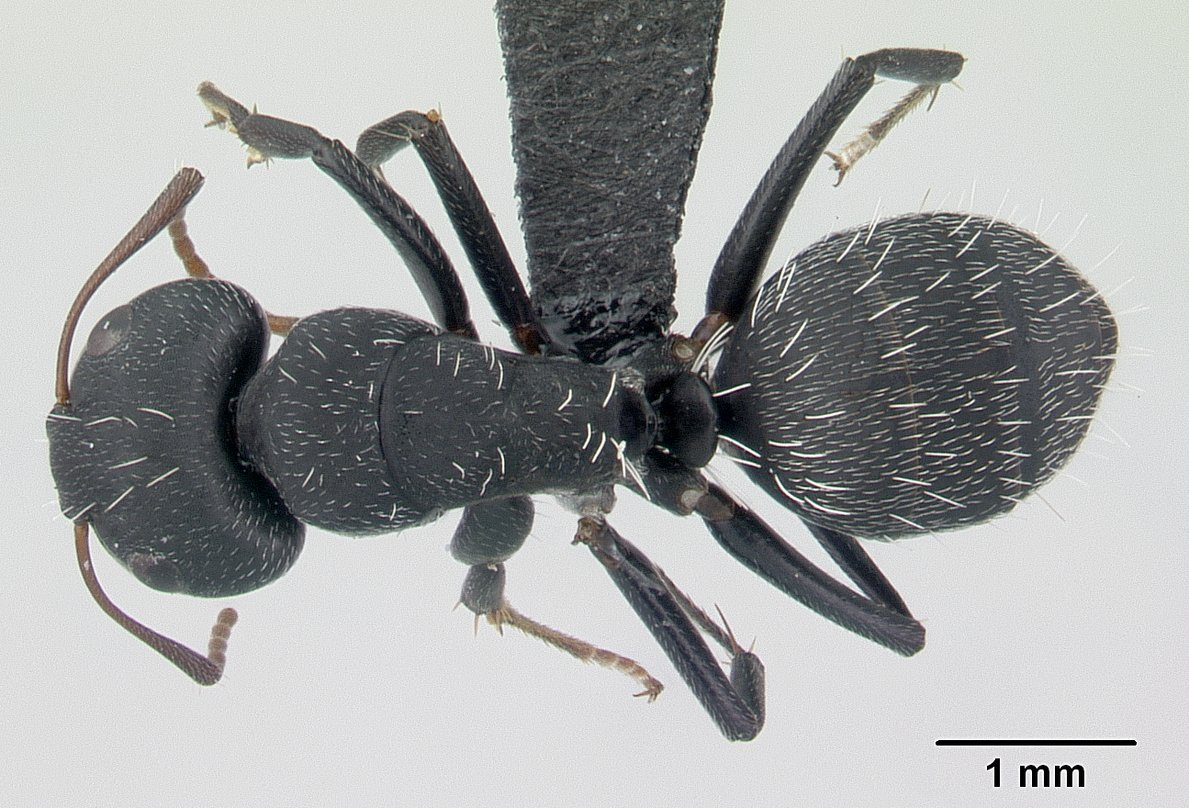
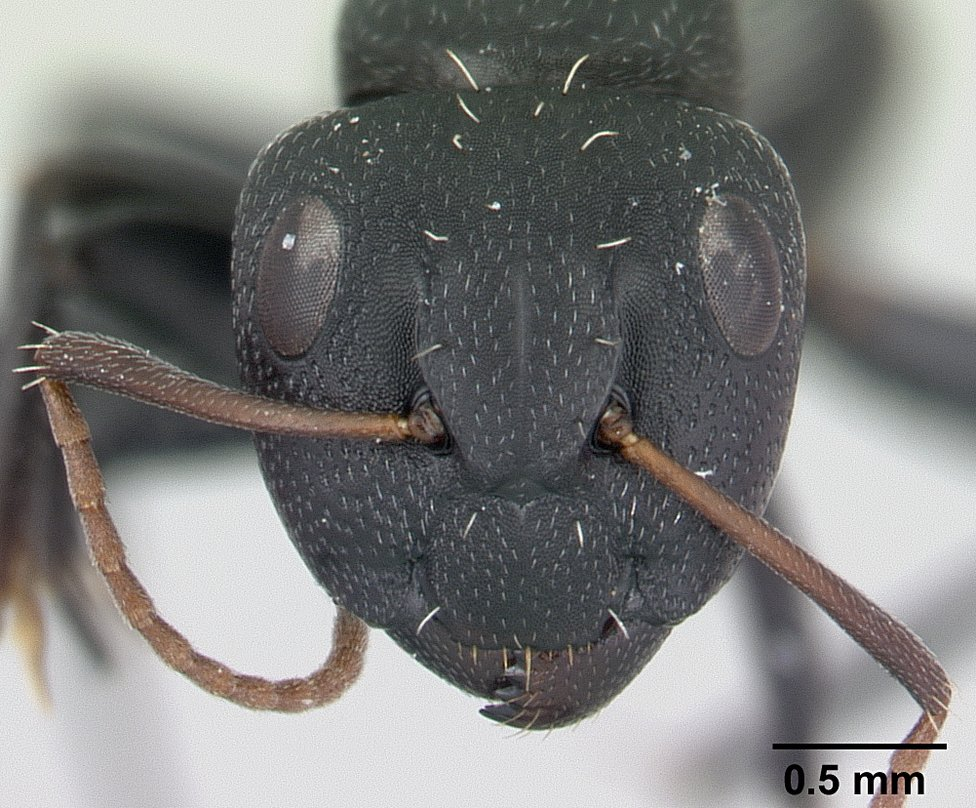